# کتاب

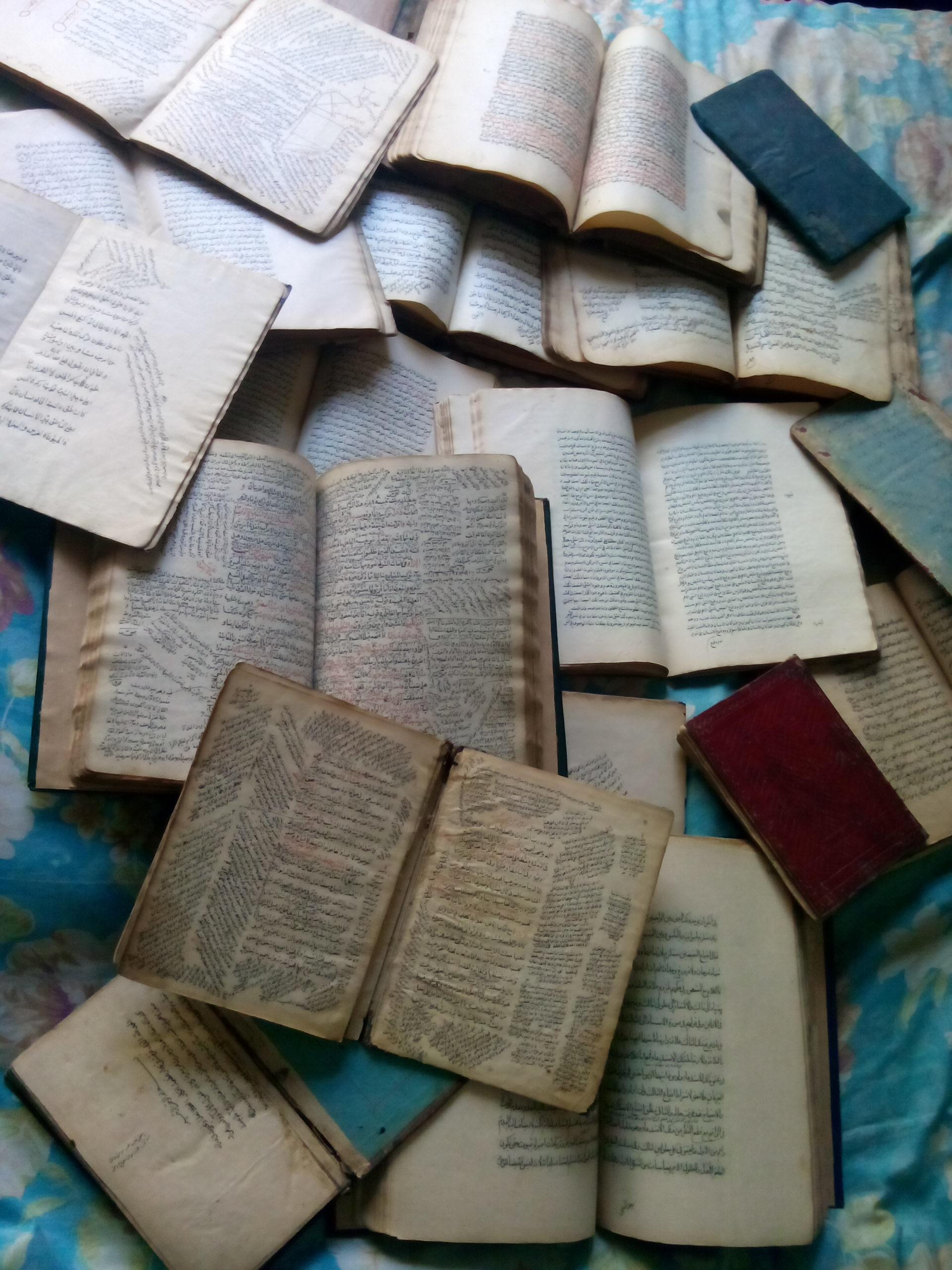
چند کتاب عربی قدیمی از قرون ۱۷ و ۱۸ میلادی

کتاب رسانه‌ای برای ثبت داده‌ها به صورت نوشته یا نگاره است. کتاب‌های مدرن به‌طور معمول در قالب کدکس هستند که از صفحه‌های بسیاری ساخته شده‌اند که با هم صحافی شده‌اند و با یک جلد محافظت می‌شوند. پیش از کتاب، چندین گونه رسانهٔ همانند دیگر، از جمله طومار و لوح رسی به‌کار برده می‌شدند. فرآیند نشر کتاب نیز روندی است که در ایجاد و گسترش کاربرد کتاب نقش دارد.
به جلد کردن کتاب صحافی گفته می‌شود. اندازه کتاب‌ها گوناگون است. در ایران، قطعِ رحلی، وزیری و جیبی (و در دوران اخیر قطع رقعی) از مشهورترین قطع‌های کتاب است. کوچک‌ترین کتاب دنیا یک انجیل است که در موزهٔ کلیسای وانک اصفهان نگهداری می‌شود. نخستین کتاب به زبان فارسی در هند و به دست یک زبان ارمنی به زیور طبع آراسته شده‌است. از انواع دیگر کتاب، کتاب دیجیتالی (به انگلیسی: e-Book) است که کتاب در قالب بسته‌های نرم‌افزاری مانندِ پی‌دی‌اف یا ئی‌پاب ارائه می‌شود که وسایلی نیز به نام کتابخوان الکترونیکی مانندِ آمازون کیندل برای خواندن آن به کار می‌رود. نمونهٔ دیگری از کتاب غیرِ چاپّی کتاب صوتی است، یعنی کتاب‌هایی که توسط فرد یا افرادی خوانده و گاهی به صورت نمایشنامه اجرا می‌شوند. این کتاب‌ها ممکن است با موسیقی و افکت همراه باشند.

## تعریف
تاکنون تعریف مشخص و کاملی ارائه نشده‌است و نخواهد شد که بتواند مفهوم تمام انواع گوناگون کتاب را دربرگیرد. اما یکی از تعاریف معتبری که برای کتاب ارائه شده است، مربوط به سازمان یونسکو می‌شود: کتاب نوعی اثر چاپی صحافی‌شده است که بیشتر از ۴۹ صفحه داشته باشد و مانندِ نشریات، تحت یک عنوان ثابت، به‌صورت دوره‌ای منتشر نشود. تعریف دیگری نیز کتاب را «مجموعه‌ای از لوح‌های چوبی یا عاجی یا مجموعه‌ای از ورق‌های کاغذ، پوست آهو یا ماده‌ای مانند آن، اعم از دست‌نویس یا چاپی که با هم به نخ کشیده یا صحافی شده باشند» معرفی کرده‌است. تعریف دیگری که به نظر می‌رسد مناسب باشد، محتوای تولید شده توسط نویسنده که هدف مشخصی را دنبال کند و کتاب حولِ محور هدف مشخص شده توسط نویسنده مطالبی ارائه دهد و در پایان کتاب، نویسنده به هدف خود برسد و در این مجال، ارجاع کلّی به کتابِ دیگر یا مقاله نداشته باشد.

## واژه‌شناسی
واژه کتاب از زبان عربی وارد فارسی شده‌است. در فارسی میانه «نامک» (به فارسی نو «نامه») به‌طور عمومی به کتاب گفته می‌شد و فروردگ به آنچه امروز عموماً نامه خوانده می‌شود. در دورهٔ تکوین فارسی نو نیز نامه به معنی مطلق کتاب به کار رفته است. در فارسی میانه، از اصطلاحات تخصصی‌تر ماتیکان (رساله) و نسک (برای بخش‌های اوستا) استفاده شده‌است. کلمهٔ نُبی که هم‌ریشه با نبشتن (نگاشتن) است و معنای مطلق کتاب یا نوشته از آن مستفاد تواند شد، در فارسی دری به معنی خاص قرآن به کار رفته‌است.

## تاریخچه
کتاب قدمتی پنج هزارساله دارد. کتاب‌های نخستین به شکل لوح‌های گلی بودند، اما با گذشت زمان، با توجه به دسترسی بشر به امکانات جدید و تغییر نیاز بشر به ارتباطات و اطلاعات، شکلِ کتاب‌ها تکامل یافت.

### لوح‌های گِلی
از لوح‌های گِلی، در منطقهٔ بین‌النهرین برای نوشتن استفاده می‌شد. استفاده از این روش در ۲۵۰۰ سال قبل از میلاد، توسط تمدن سومر ابداع شد و به تکامل رسید. اما با گذشت زمان، بابلی‌ها و آشوری‌ها نیز همین روش را به‌کار گرفتند. این لوح‌ها با استفاده از خاکِ رس و آب ساخته می‌شدند و قبل از خشک شدن، با استفاده از ابزارهای نوک‌تیز بر روی آن‌ها نوشته می‌شد. نوشته‌های بیشتر این لوح‌ها، بیشتر مرتبط با امر بازرگانی، اداری و حکومتی بود.

### پاپیروس

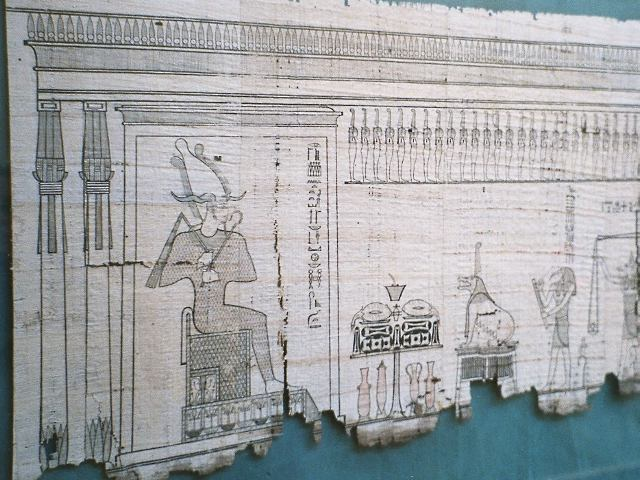
پاپیروس مصر

استفاده از کاغذ پاپیروس برای نوشتن از حدود ۲۰۰۰ سال قبل از میلاد، در مصر رایج شد و تا قرن ششم میلادی نیز ادامه یافت. کاغذ پاپیروس صفحه‌ای بود که از گیاه پاپیروس به‌صورت یک طومار با درازای چند متر و عرض ۳۰ سانتی‌متر ساخته می‌شد. این طومار انعطاف‌پذیر بود و پس از پیچیده شدن به‌صورت یک استوانه به قطر ۵ تا ۶ سانتی‌متر درمی‌آمد. ابزار نوشتن روی پاپیروس، نی یا قلم‌نی آغشته به مرکب بود. اختراع پاپیروس یکی از تحولاتِ بسیار مهم در تاریخِ کتاب محسوب می‌شود. قدیمی‌ترین کتابی که به‌صورت طومار پیدا شده است، پاپیروس پریس نام دارد که مشتمل بر گفته‌های اخلاقی است. داستان سینوحه نیز یکی از معروف‌ترین کتاب‌هایی است که روی پاپیروس نگاشته شده است. پاپیروس اگرچه سبک و کم‌حجم بود، برخلاف لوح‌های گلی، شدیداً آسیب‌پذیر بود و به‌همین دلیل، تاکنون هیچ مجموعه مهمی مربوط به مصر باستان، از زیر خاک بیرون نیامده است.
به‌جز مصر، پاپیروس در یونان و روم باستان نیز به‌طور گسترده استفاده می‌شد. به نظر می‌رسد که واژه انگلیسی paper (به معنای کاغذ) نیز از پاپیروس ریشه گرفته باشد.
سایر انواع طومارهابه‌جز پاپیروس، چرم، پوست حیوانات و پارچه نیز برای نوشتن استفاده می‌شد. پوست، مرکب را از هر دو طرف جذب می‌کرد و از پاپیروسْ بادوام‌تر و انعطاف‌پذیرتر بود.

### کدکس

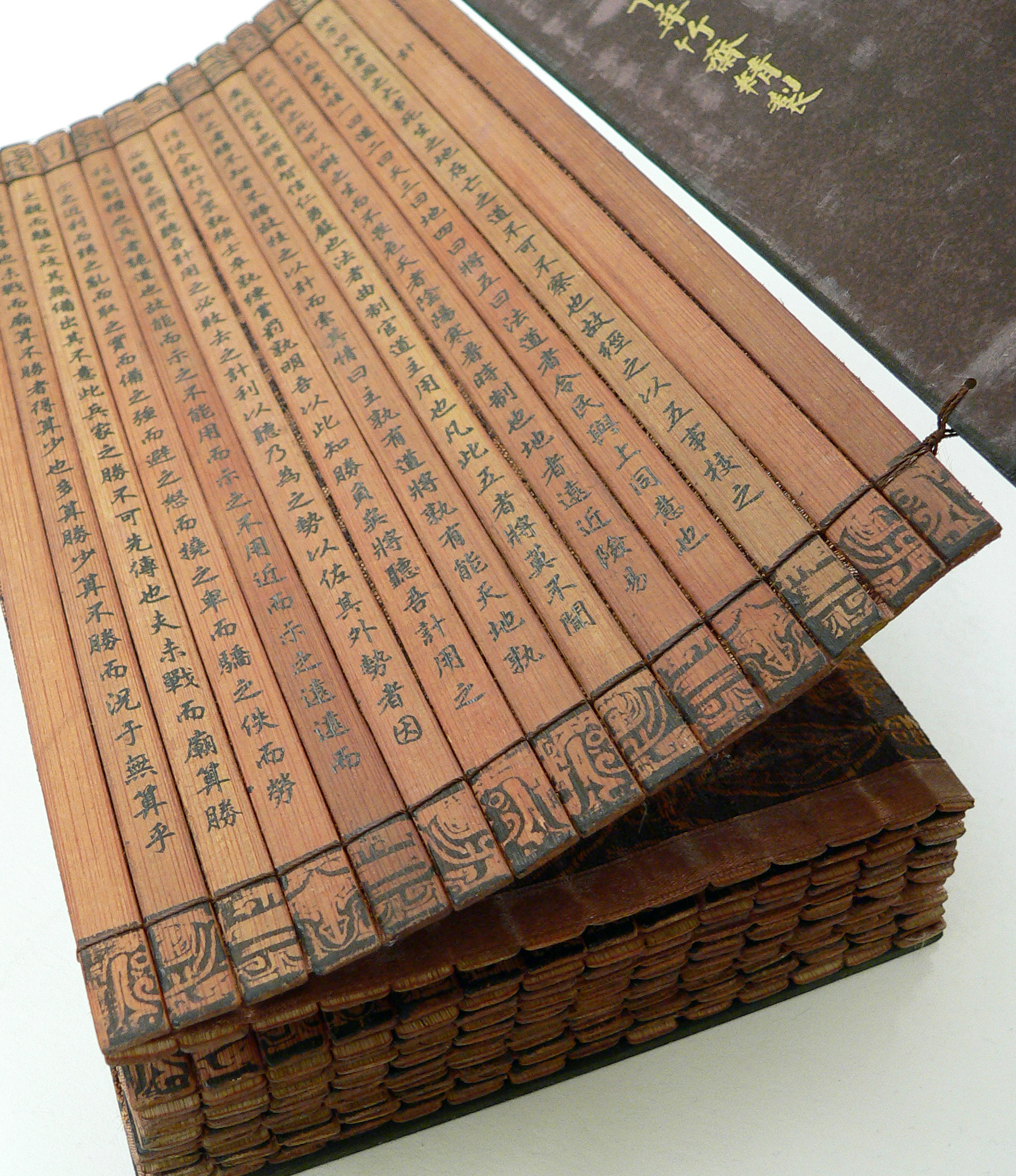
یک کدکس به زبان چینی

کدکس شکل امروزی کتاب است؛ یعنی صفحات پوست، پاپیروس و غیره که تا خورده و از یک محل به یکدیگر دوخته شده باشند. پیدایش کدکس به قرنِ دوم میلادی بر می‌گردد که مسیحیان از آن برای نگارش متون مذهبی استفاده می‌کردند. این فرم از کتابْ به‌دلیل مزیت‌هایی که داشت، از قرن چهارم میلادی رواج پیدا کرد. ازجمله مزیت‌های آنْ می‌توان به قابلیت جستجوی بهتر، امکان بهتر برای انبار و نگهداری آن (در کتابخانه) و تولید سریع‌تر اشاره کرد. در این زمان، در صومعه‌ها و کلیساها، اتاق‌هایی ایجاد شده بود که در آن‌ها کار رونویسی از انجیل و دعاها صورت می‌گرفت و عملاً کتاب تولید می‌شد. همچنین با گذشت زمان، تولید کاغذ (که قبلاً در چین اختراع شده بود)، در ایران و پس از آن در اروپا رایج شد و به تبع آنْ کتاب‌های کاغذی نیز ابداع شدند.

### چاپ
تا قبل از اختراع ماشین چاپ، نسخه‌برداریِ کتاب‌ها، تنها از طریق رونویسی از کتاب‌ها امکان‌پذیر بود که تولید کتاب را بسیار کُند و دشوار می‌کرد. و در صورت اشتباه‌هایی در نوشتن نویسنده، مجبور به نوشتن دوباره آن برگ از کتاب می‌شد (در صورتی که در آغاز بر روی برگ کاغذ نوشته و سپس به صورت کتاب درمی‌آمد) اما در سال ۱۴۳۹، با اختراع ماشین چاپ توسط یوهانس گوتنبرگ آلمانی، تحول بسیار بزرگی در صنعت نشر کتاب صورت گرفت. نخستین کتابی که با استفاده از دستگاه گوتنبرگ چاپ شد، انجیل بود که به علت تعداد سطرهایش در هر صفحه، به انجیل ۴۲ سطری معروف شد. این ماشین چاپ ماشینِ فشار پیچی نام گرفت و سرعت چاپ آن، ۷۰ تا ۱۰۰ برگ در ساعت بود.
امروزه، با توسعه تکنولوژی‌های نوین، دیگر نیازی به صرف هزینه زیاد و چاپ کتاب جهت معرفی به خوانندگان آن نیست. با کمک سیستم‌های چاپ بنابر تقاضا یک نسخه چاپ شده نمونه در کتاب فروشی‌ها یا نسخه کتاب الکترونیکی آن در وب سایت‌های مخصوص فروشِ کتاب مانندِ آمازون به خوانندگان نشان داده می‌شود تا پس از سفارش آن‌ها چاپ شده و به آدرس آن‌ها ارسال شود. بدین ترتیب، دیگر نیازی به اتلاف حجم وسیعی از کاغذ نیست و اشکالات موردی کتاب‌ها بدونِ صرفِ هزینه و در زمانِ کوتاه اصلاح‌پذیر است. در این روش، به دلیل ارسال و نگهداری فایل الکترونیکی کتاب، توزیع کتاب در کتاب فروشی‌های سراسر جهان آسان، سریع و کم هزینه گردیده است. به تازگی، امکان چاپ کتاب به زبان فارسی با این روش توسط شرکت آمازون آمریکا فراهم گردیده است.
در عین حال، به نظر می‌رسد که مکانیزم چاپ، پیش از گوتنبرگ در چین رایج بوده است. برخی از منابع، اختراع چاپ یا حروفچینی متحرک را به پی‌شنگ، کیمیاگر چینی نسبت می‌دهند. اختراع وی شاملِ حروف مستقل چاپی بود که روی سفال مرطوب حکاکی می‌شد و پس از پختن دوام زیادی پیدا می‌کرد.

### الکترونیکی

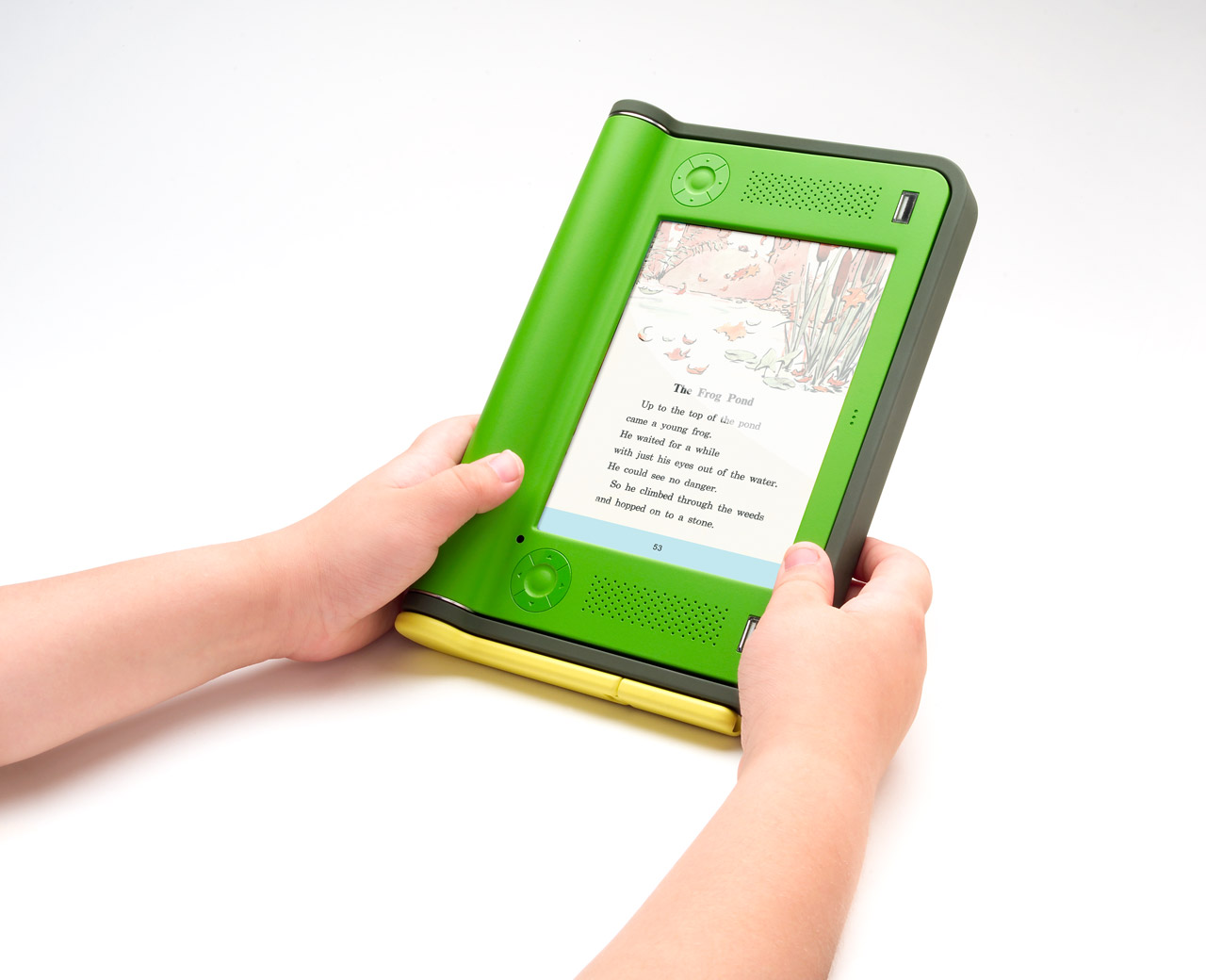
یک کتاب‌خوان الکترونیکی

در سال‌های اخیر، استفاده از رایانه‌ها موجب آسانی چاپ کتاب و توسعه چاپ و نشر کتاب‌های چاپی شده است. در اواخر سده بیستم، تجهیزات ارتباطی مانند تلویزیون، رایانه و اینترنت، مفهوم کتاب به‌عنوان مهم‌ترین منبع اطلاعاتی را به چالش کشیدند. از سوی دیگر، با ذخیره‌شدن اطلاعات یک کتاب در نوارهایِ صوتی و سی‌دی، تعریف کتاب به‌عنوان «مجموعه‌ای از کاغذهای چاپ‌شده یا دستنویس» نیز به چالش کشیده شده است.
پیدایش کتاب‌های الکترونیکی به سال ۱۹۷۱ بازمی‌گردد. این کتاب‌های الکترونیکی، با به‌کارگیری لامپ پرتو کاتدی، تصاویری را روی پرده پدیدمی‌آورد که می‌توانست جایگزین چاپ و کاغذ شود. اما نخستین کتاب الکترونیکی دیجیتال، به نام Nuvomedia’s Rocket در سالِ ۱۹۹۹ منتشر شد.
اخیراً تلاش‌هایی برای تبدیل کتاب‌های عادی به کتاب‌های الکترونیکی صورت گرفته است. این تلاش‌ها در جنبشی به نامِ پروژه گوتنبرگ در حال اجراست. همچنین برای آسان‌سازی کاربرد کتاب‌های الکترونیکی، تجهیزات دیجیتالی ویژه‌ای به نام کتابخوان الکترونیکی به بازار معرفی شده است. این تجهیزات در حقیقت، رایانه‌های کوچکی هستند که توانایی ذخیره‌سازی و بازیابی شمار زیادی کتاب الکترونیکی را دارند.
برخی از ویژگی‌های کتاب‌های الکترونیکی که باعث شده کاربرد آن‌ها گسترش یابد، عبارت است از:
- آسانی انتقال در عین یکپارچگی مطالب
- انسجام مطالب و تنوع کاربرد
- تبادل بینابین مطالب با یکدیگر
- پشتیبانی از امکانات چند رسانه‌ای
- آسانی کار و اجرا

این مزایا باعث گردیده کتاب‌های الکترونیکی محبوبیت پیدا کنند. 

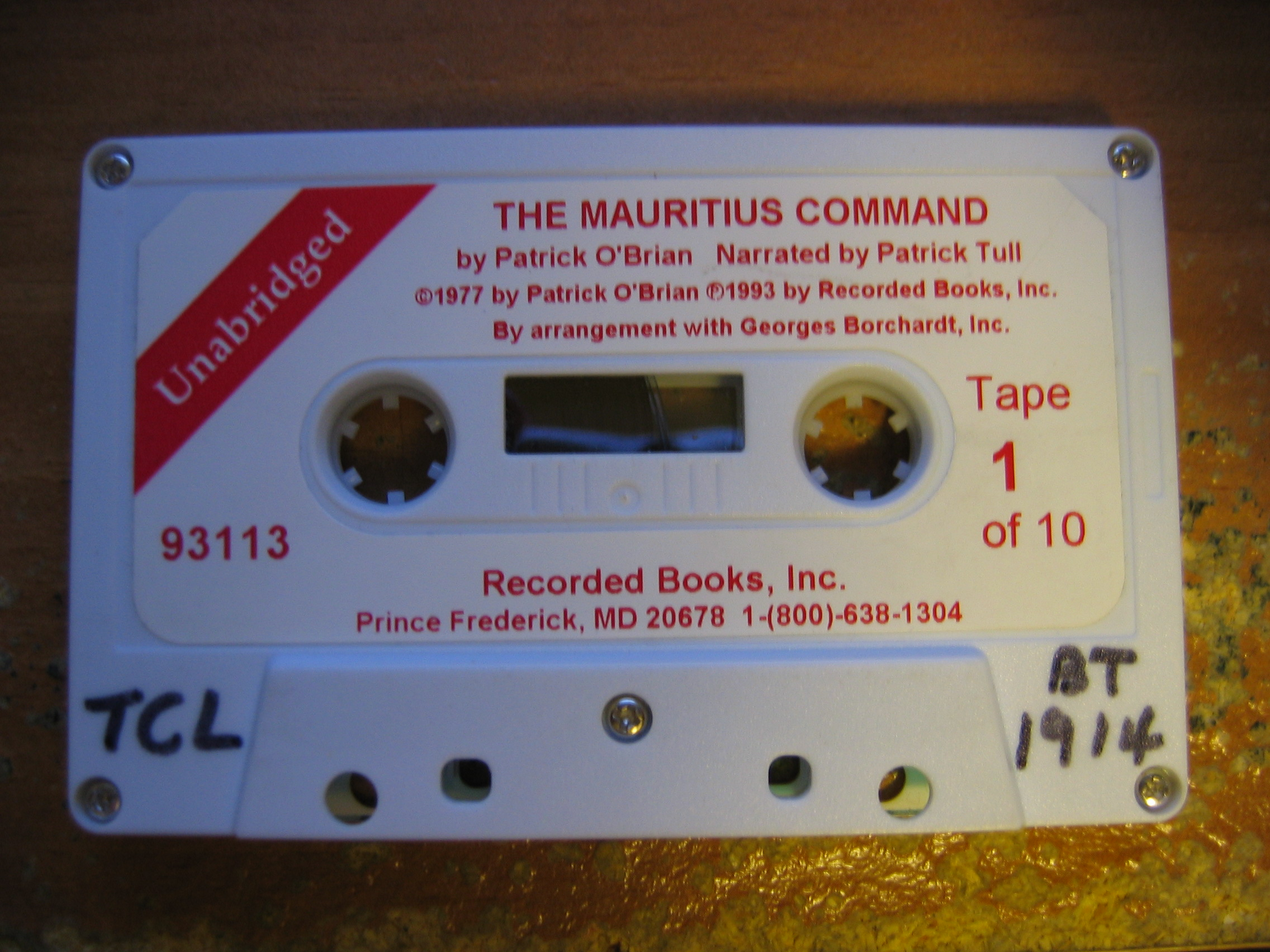
یک کتاب‌گویا رویِ نوارکاست

کتاب شفاهی یا کتاب گویا یا کتاب صوتی سندی است که به صورت صوتی تهیه می‌شود و روی نوار کاست، سی‌دی و … ضبط می‌شود. این اسناد معمولاً کتاب‌هایی هستند که قبلاً به‌طور مکتوب منتشر شده‌اند و اکنون توسط خود نویسنده، مترجم یا هنرپیشگان روخوانی می‌شوند.
در حال حاضر، سایت‌های اینترنتی بسیاری نیز کتاب‌های صوتی یا گویا یا شفاهی ارائه می‌دهند که برخی به‌صورت رایگان هستند و برخی دیگر در اِزای پرداخت پول قابل شنیدن می‌شود. کتاب‌های صوتی می‌توانند با موسیقی و افکت نیز همراه باشند.

### مراحل چاپ کتاب
کتاب پس از آماده شدن توسط نویسنده توسط انتشارات تایپ حروفچینی و صفحه آرایی شده برای گرفتن شابک راهی خانه کتاب می‌شود (که البته ناشران این شابک را به تعداد از خانه کتاب دریافت کرده و در اختیار دارند). پس از اختصاص شابک، کتاب به کتابخانه ملی برای گرفتن فیپا فرستاده می‌شود که پس از دریافت فیپا که اطلاعات کامل کتاب در آن جمع شده کتاب به وزارت ارشاد برای دریافتِ مجوز چاپ فرستاده می‌شود تا مجوز چاپ برای کتاب صادر شود. بعد از اتمام تمام مراحل، کتاب آماده چاپ است و توسط ناشر برای لیتوگرافی، چاپ و صحافی فرستاده می‌شود. حالا کتاب شما آماده است. تمام این مراحل ممکن است بین ۱ ماه تا ۳ماه طول بکشد.

## ساختار و اجزاء
به صفحه اول هر کتاب، جلد و به صفحه بعدی آن آستر بدرقه گفته می‌شود. به نخستین برگ از هر کتاب پیشواز گفته می‌شود که نام کتاب و نویسنده نوشته شده‌اند.

### جلد
جلد کتابها انواع متنوعی دارد که عبارتند از: ۱-جلد انعطاف‌پذیر ۲-پارچه‌ای ۳-شومیز ۴-چرم طبیعی ۵-چوب ۶-زرکوب ۷-سخت ۸-کاغذی ۹-گالینگور ۱۰-مقوایی اما شناخته شده‌ترین و پرکاربردترین آنها را می‌توان جلد سخت و جلد شومیز و جلد گالینگور برشمرد.
جلد شومیز: جلد شومیز کاغذ گلاسه‌ای است که بر روی آن چاپ صورت می‌گیرد و در نهایت بر روی آن سلفون مات یا براق کشیده می‌شود. معمولاً کاغذ گلاسه‌ای که جهت چاپ به کار می‌برند ۲۰۰ یا ۲۵۰ یا ۳۰۰ گرم است. به علت سبکی، منعطف بودن و ارزان قیمت بودن جلد شومیز، معمولاً از آنها در چاپ کتاب‌های درسی و داستان و شعر استفاده می‌کنند.
جلد سخت: برای ساخت جلد سخت، ابتدا تصویر جلد کتاب را معمولاً بر روی کاغذ گلاسه ۱۳۵ گرم چاپ می‌کنند و بر روی آن سلفون مات یا براق می‌کشند. در نهایت این جلد ساخته شده را بر روی یک مقوای ضخیم می‌چسبانند. جلد سخت نسبت به جلد شومیز از مقاومت بیشتری برخوردار است، اما در مقابل قیمت تمام شده کتاب را بالا می‌برد. جلد سخت عموماً برای کتابهایی با ماندگاری بالا یا حجیم استفاده می‌شود. (کتاب‌هایی با تعداد صفحات بالا، در جلد شومیز بیشتر دچار آسیب می‌شود تا جلد سخت). البته بسیار دیده شده برخی ناشرین به جهت زیبایی و کیفیت چاپ، برای کتابهای خود از جلد سخت استفاده می‌برند.
جلد گالینگور: جلد گالینگور دقیقاً مانند جلد سخت است با این تفاوت که بر روی مقوای ضخیم به جای کاغذ گلاسه، چرم، جیر یا پارچه کشیده می‌شود. به عبارتی بهتر در جلد گالینگور مطالب بر روی جلد حک می‌شود و جزئی از جلد کتاب می‌شود اما در جلد سخت، تصویر جلد بر روی کاغذی است که می‌توان آن را از جلد جدا نمود. البته بیشتر کتاب‌ها در اندازه وزیری چاپ می‌شوند.

## مجوزهای لازم برای چاپ کتاب
برای چاپ هر کتابی نیاز است که از برخی مراجع مجوزهایی اخذ شود. این مجوزها ممکن است از کشوری به کشور دیگر متفاوت باشند. در ایران برای چاپ کتاب نیاز به اخذ سه مجوز اصلی وجود دارد. نخست باید شابک از خانه کتاب اخذ گردد. شابک یا شماره استاندارد بین‌المللی کتاب یک کد ۱۳ رقمی است که به هر کتاب اختصاص داده می‌شود و هر بخش این ۱۳ رقم نمایانگر موارد خاصی مانند کشور یا ناشر آن کتاب است. شابک در ایران توسط خانه کتاب به نمایندگی از سازمان جهانی شابک صادر می‌شود.

پس از دریافت شابک نوبت به دریافت فیپا می‌رسد. فیپا یا فهرست‌نویسی پیش از انتشار کتاب توسط کتابخانه ملی صادر می‌شود و در شناسنامه کتاب درج می‌گردد. پس از دریافت فیپا نیز باید کتاب برای اخذ مجوز انتشار به وزارت فرهنگ و ارشاد اسلامی ارسال شود. این وزارتخانه محتوای کتاب را بررسی می‌کند و در صورتی که مغایرتی بین محتوای کتاب و قوانین کشور یافت نشود مجوز انتشار صادر می‌شود.

شمای یک کتاب معمولی

1. نوار روی جلد
2. لَب برگردان
3. آستر بدرقه
4. روکش جلد
5. لب بالا
6. لب جلو
7. لب پایین
8. صفحه سمت راست.
9. صفحه سمت چپ
10. حاشیه عطف

## محتوا
روش ارائه یک محتوا به‌صورت ساختار یک کتاب (به عنوان یکی از روش‌های ارائه مطلب که در ریاضیات، کتاب‌شناسی و اخیراً علوم کامپیوتر تعریف می‌شود)، معمولاً یک کتاب را بخش‌های زیر (به ترتیب آمدن) تقسیم می‌کند:
- جلد
- عنوان (عنوان کتاب، نویسنده و…)
- شناسنامه (پیشواز)
- فهرست مطالب
- تشکر و تقدیم
- قدردانی / تأیید شده
- گفتار نویسنده
- گفتار مترجم
- پیش‌گفتار
- مقدمه / معرفی
- بخش‌ها و زیربخش‌ها
- نتیجه
- پی‌گفتار
- ضمیمه
- یادداشت‌ها
- منابع
- پیوندها
- فهرست اسامی

### کاغذ و اصول نگهداری
کاغذ نخستین بار ۲۰۰ سال قبل از میلاد در چین یا مصر ساخته شد. مسلمانان آن را به سرزمین خود برده و کاغذ را کامل کردند. سپس از طریق داد و ستد، استفاده از کاغذ گسترش یافت و واردِ اروپا شد و از میان مرزهای مسلمانان به اروپا راه یافت. کاغذهای ابتدایی از ورق‌های نازک ساقه‌های بامبو (در چین) و پاپیروس (در مصر) ساخته می‌شد.
با آنکه ساخت کاغذ در حدود قرن یازدهم در اروپا آغاز شد، اما تا حدود قرن شانزدهم هنوز استفاده از کاغذ پوست رواج داشت. در واقع، با وجود گران بودن کاغذ پوست، استفاده از آن به علت بادوام بودنش ادامه داشت. در این زمان، اغلب ناشران نسخه‌های کتاب مجزایی از دو جنس تهیه می‌کردند.
ساخت کاغذ از خمیرِ کاغذ از اوایل قرن نوزدهم مرسوم شد؛ چراکه در آن زمانْ چوب از کتان ارزان‌تر بود. به این ترتیب، استفاده از خمیر چوب برای ساختِ کاغذِ تولیدِ کتاب‌های ارزان‌تر و استفاده از آن‌ها را برای مردم میسر ساخت و این راه را برای گامی بزرگ در بالا رفتن میزان سواد در کشورهای صنعتی هموار کرد و امکان گسترش و انتشار اطلاعات را فراهم آورد.

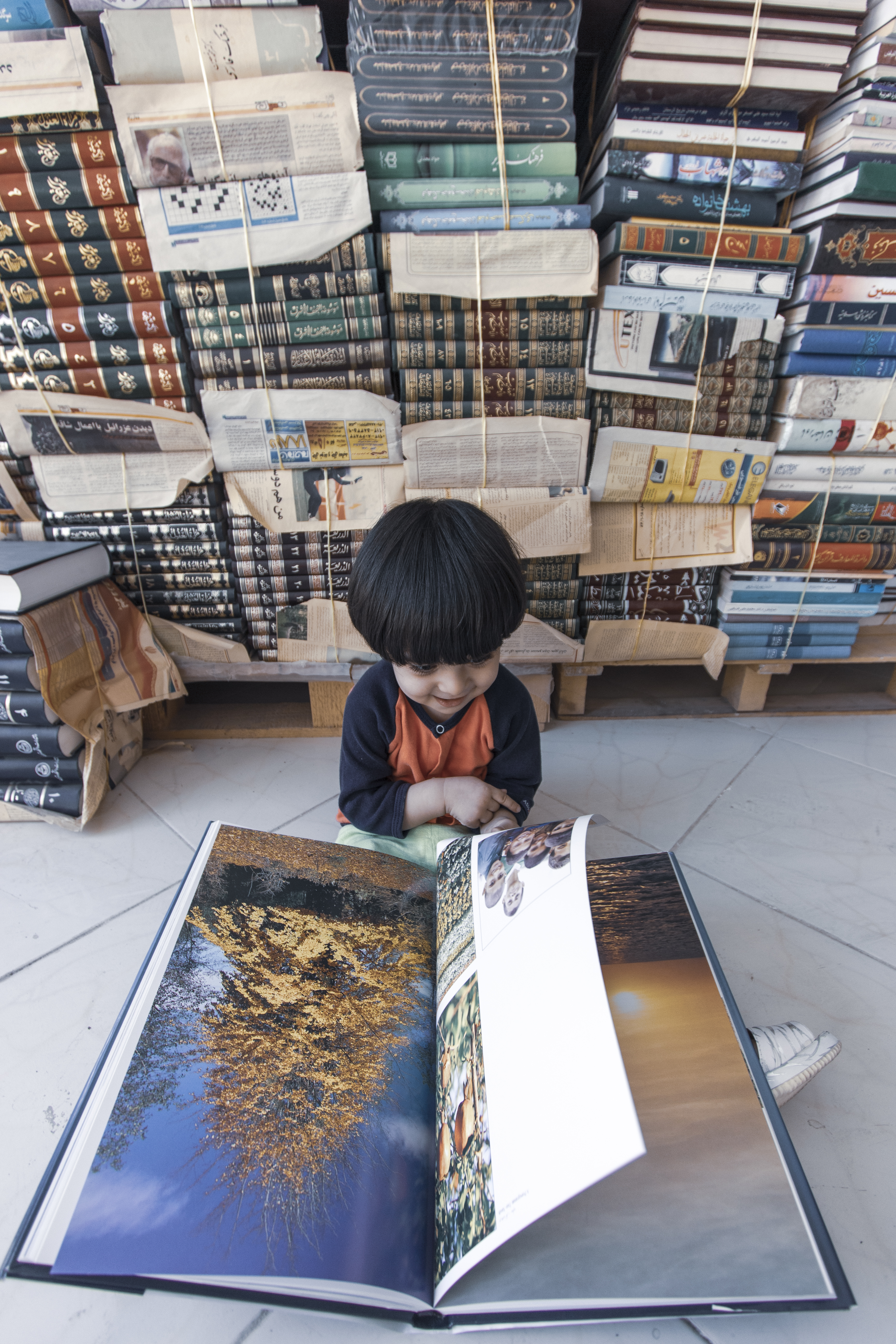
کودکی در حال ورق زدن یک کتاب عکس

در روش‌های اولیه، برای تولید کاغذ از سنگ آهک به عنوان غلتک استفاده می‌شد که موجب خنثی شدن اسید موجود در خمیر می‌شد. اما کاغذهایی که در آن زمان از خمیر چوب به روش صنعتی ساخته می‌شدند حاوی اسید بودند که این موجب پوسیده شدن کاغذ از درون می‌شد. به همین دلیل، کتاب‌های چاپ شده بین سال‌های ۱۸۵۰ تا ۱۹۵۰ در خطر نابودی هستند. امروزه، برای از برطرف کردن این عیب از خمیرهای فاقد اسید یا خمیرهای قلیایی برای تولید کاغذ استفاده می‌شود. برخی از کتابخانه‌های امروزی از روش‌های خاص برای از بین بردن خاصیت اسیدی کتاب‌های قدیمی استفاده می‌کنند.
برای مراقبت شایسته از کتاب‌ها باید تمامی احتمالات مربوط به آسیب‌های فیزیکی یا شیمیایی را به جلد یا صفحات کتاب در نظر گرفت. کتاب‌ها باید دور از تابش مستقیم خورشید و در نور کم نگهداری شوند. حرارت و رطوبت محل نگهداری کتاب‌ها باید کم باشد. در موقع چیدن کتاب‌ها باید به این نکته توجه کرد که کتاب‌ها باید در کنار کتابی مناسب قرار گیرند، به‌طوری‌که جلد دو کتاب همدیگر را پوشش دهند؛ چرا که در غیر این صورتْ شکلِ کتاب در طول زمان تغییر خواهد کرد؛ از این‌رو بهتر است کتاب‌ها به ترتیب اندازه در کنار هم قرار گیرند.

## کتاب‌سوزی
در دوره‌های مختلف تاریخی و در بسیاری از سرزمین‌ها نابود کردن و سوزاندن کتاب وجود داشته است. کتاب و فیلم جنجال‌برانگیز ۴۵۱ درجه فارنهایت نیز به موضوع کتاب‌سوزی می‌پردازد. امروزه، به‌جای سوزاندن کتاب روش‌های دیگری مانندِ خمیر کردن کتاب‌ها و رنده‌کردن کتاب‌ها نیز استفاده می‌شود.
در چین امپراتور چین شی هوانگ-تی در سال ۲۱۳ پیش از میلاد دستور داد همهٔ کتاب‌ها مگر کتاب‌های مربوط به پزشکی، کشاورزی و طالع‌بینی را بسوزانند.

## کتابخانه
استفاده از کتابخانه‌های خصوصی یا شخصی نخستین بار در یونان باستان شایان توجّه قرار گرفت. در دوران باستان، هزینه نگهداری کتابخانه‌ها معمولاً به وسیله فردی ثروتمند تأمین می‌شد. این کتابخانه‌ها می‌توانست خصوصی یا عمومی‌باشند. تفاوت این کتابخانه‌ها با کتابخانه‌های عمومیِ امروزی در محل تأمین هزینه‌های آن‌ها بود که در کتابخانه‌های باستان این هزینه معمولاً از یک منبع عمومی تأمین نمی‌شد. اینطور تخمین زده می‌شود که در شهر رُم در قرن سومِ میلادی در حدود ۳۰ کتابخانه عمومی وجود داشته است. بعدها، در قرون وسطی صومعه‌ها و دانشگاه‌ها حتی دارای کتابخانه‌هایی بودن که امکان استفاده از کتاب برای مردم عادی را نیز فراهم می‌کرد، البته تمام مجموعه کتابخانه برای مردم قابل دسترسی نبوده و همچنین امکان بردن کتاب از کتابخانه وجود نداشته و برای جلوگیری از سرقت کتاب‌ها معمولاً با زنجیر به میز بسته می‌شدند.
زمان استفاده از کتابخانه‌های امروزی به حدود قرن پانزدهم میلادی بازمی‌گردد؛ زمانی که برخی شروع به اهدای کتاب به شهرها کردند. گسترش کتابخانه‌های عمومی در ایالات متحده، به اواخر قرن نوزدهم میلادی بازمی‌گردد و تا حدود زیادی متأثر از اهدا کتاب‌هایی است که به وسیله اندرو کارنگی (Andrew Carnegie) صورت گرفت. استفاده از کتابخانه تا حدودی گروه اجتماعی افراد را نیز منعکس می‌کرد؛ چراکه در حالی که قشر ضعیف یا متوسط جامعه باید بیشتر کتاب‌های خود را در کتابخانه‌ها پیدا می‌کردند، افراد ثروتمند دارای کتابخانه‌های شخصی بودند.
ظهور کتاب‌های جلد کاغذی در قرن بیستم راه را برای استفاده عموم از کتاب باز کرد. این نوع کتاب‌ها خرید[کتاب] را برای بسیاری از افراد جامعه ممکن کردند. کتاب‌های جلد کاغذی معمولاً شامل مطالبی می‌شدند که قبلاً در مجله‌ها به چاپ می‌رسید. در نتیجه، با استفاده عموم از کتاب، داشتن کتابخانه‌های خصوصی دیگر به عنوان نمادی از قشرها ثروتمند به کار نمی‌رفت.

## روزهای مرتبط
- ۲ آوریل (۱۴ فروردین) روز جهانی کتاب کودک.

## کتاب‌های دانشگاهی
کتاب‌های دانشگاهی حاویِ مضامین علمی هستند که عموماً در دانشگاه‌ها و مراکز آموزش عالی تدریس می‌شوند.
انتشارات دانشگاه آکسفورد بزرگ‌ترین ناشر کتاب‌های دانشگاهی در جهان است.

## کتاب‌های مقدس
کتاب‌های دینی و سیاسی بسیاری در تاریخ مورد تقدس بوده‌اند. تورات، انجیل و قرآن جزو کتاب‌های مقدس دینی و کتاب سرخ و روح‌نامه جزو کتاب‌های مقدس سیاسی هستند.

### قرآن
قرآن طبق باور مسلمانان تنها کتاب در جهان است که کامل و بدون خطا است.

## بر پایه کشور

### ایران

میانگین سالانهٔ شمارگان نشر کتاب در جمهوری اسلامی ایران (بین سال‌های ۱۳۵۷ تا ۱۳۹۲)

آمار کتاب در ایران به‌طور دقیق روشن نیست، اگرچه بر پایه آمار وزارت ارشاد/خانه کتاب میان سال‌های ۱۳۵۷ تا ۱۳۹۰ نزدیک ۷۰۰ هزار عنوان کتاب در ایران به چاپ رسیده است.
آمار کتاب‌های چاپ شده در سال ۱۳۹۱ به ترتیب زیر است:
چاپ اول:۳۴۲۳۷ عنوان - چاپ مجدد: ۲۹۷۴۳ عنوان - تألیف: ۵۱۲۵۹ عنوان - ترجمه: ۱۲۷۲۱ عنوان - کودک و نوجوان: ۱۰۲۴۲ عنوان - کمک درسی و آموزشی ۵۸۵۰ عنوان که مجموعاً ۶۳۹۸۰ عنوان در سال ۹۱ به چاپ رسیده است.
بنا به آمار شمارگان کتاب در ایران از دولت‌های پنجم تا دهم همواره رو به کاهش بوده است. در این میان بیشترین متوسط شمارگان مربوط به دورهٔ ریاست‌جمهوری اکبر هاشمی رفسنجانی (دولت‌های پنجم و ششم) و کمترین شمارگان مربوط به دورهٔ ریاست‌جمهوری محمود احمدی‌نژاد بوده است.

## اندازه
کتاب در اندازه‌های مختلفی چاپ می‌شود و بستگی به حجم کتاب دارد، زیبایی‌شناسی و دلایل دیگر دارد. اندازه‌های کتاب در ایران در جدول زیر آورده شده است:
| قطع کتاب     | اندازه به س.                                     |
| ------------ | ------------------------------------------------ |
| بازوبندی     | ۲×۳                                              |
| بغلی         | ۴×۶                                              |
| نیم‌ربعی      | ۱۰×۱۸                                            |
| ربعی         | ۱۲×۱۹                                            |
| جیبی         | ۱۱×۱۶٬۵                                          |
| جیبی پالتویی | ۱۲×۲۰                                            |
| رقعی         | ۱۴×۲۲                                            |
| وزیری        | ۱۶×۲۳٬۵                                          |
| وزیری کوچک   | ۱۳×۲۰                                            |
| وزیری بزرگ   | ۲۰×۲۶                                            |
| رومیزی       | ۳۰×۵۰                                            |
| آلبومی       | ۳۰×۵                                             |
| سلطانی       | ۳۰×۴۰                                            |
| سلطانی       | ۳۰×۵۰                                            |
| رحلی         | ۲۲×۲۵                                            |
| رحلی کوچک    | ۱۶×۲۷                                            |
| رحلی بزرگ    | ۳۴×۵                                             |
| خشتی         | ۲۲×۲۲                                            |
| بیاضی        | از پهنا باز می‌شوند (عرض بیشتر است): اندازه متغیر |

- بیشتر کتاب‌ها در اندازه وزیری چاپ می‌شوند.[۲۴]

## گونه‌ها
- کتاب مرجع :

کتاب هایی هستند که زیاد به آنها مراجعه می شود. می توان گفت که کتاب مرجع یکی از سه رده ی اصلی کتاب است.
( تزاروس, واژه نامه , دستنامه, فرهنگ , دانشنامه, کتاب سال, واژه نما و ….)
- – دستنامه :

کتابی است که در بردارنده ی دستورالعمل های کاربردی در زمینه های متفاوت می باشد.
باید توجه داشت که مطالب دستنامه با تفصیل بیشتری تشریح می شوند و فنی تر می باشد.
- – واژه نامه:

اصطلاحی کلی و عام است که چند مفهوم یا چند نوع کتاب از این دست را در برمی گیرد.
نوعی واژه نامه که کوچک است و در آخر کتاب می آید و شامل کلید واژه ها می باشد.
- – فرهنگ :

نوعی کتاب مرجع است با ترتیب الفبایی که معمولا به یک یا چند زبان است.
اگر فرهنگ به یک زبان باشد به آن فرهنگ یک زبانه گویند ( فارسی – فارسی، گر دوزبانه باشد به آن فرهنگ دو زبانه می گویند. ( فارسی – انگلیسی )
لازم است به این نکته اشاره شود که اگر موضوع فرهنگ زبان باشد آن را فرهنگ زبان می نامند.
- کتاب غیر مرجع:

این نوع کتاب که در رده بندی انواع کتاب قرار می گیرد و به ویژه مختص به کتابهای سرگرم کننده است.
مثل رمان, مجموعه اشعار و خاطرات و …
- - رمان یا داستان بلند:

داستانی است که در کم ترین حالت 150 صفحه باشد.
- - رمان یا داستان کوتاه:

داستانی که از 150 صفحه کمتر باشد را معمولا رمان کوتاه می گویند.
- کتاب نیمه مرجع:

این نوع کتاب نه مرجع است نه غیر مرجع. معمولا خواننده در حین مطالعه چند بار به بخش های مختلف آن مرجع میکند, به همین دلیل می توان گفت که تقریبا حالت مرجع به خودش می گیرد. ( کتاب های درسی )